# Sebastiania obtusifolia
Sebastiania obtusifolia är en törelväxtart som beskrevs av Ferdinand Albin Pax och Käthe Hoffmann. Sebastiania obtusifolia ingår i släktet Sebastiania och familjen törelväxter.
Artens utbredningsområde är Peru. Inga underarter finns listade i Catalogue of Life.